# Sojus TM-22
Sojus TM-22 ist die Missionsbezeichnung für den Flug eines russischen Sojus-Raumschiffs zur russischen Raumstation Mir. Der 23. Besuch eines Raumschiffes bei der Raumstation Mir war der 22. Besuch eines Sojus-Raumschiffs und der 98. Flug im russischen Sojusprogramm. Zuvor besuchte die amerikanische Raumfähre Atlantis mit der STS-71-Mission die Mir.

## Besatzung

### Startbesatzung
- Juri Pawlowitsch Gidsenko (1. Raumflug), Kommandant
- Sergei Wassiljewitsch Awdejew (2. Raumflug), Bordingenieur
- Thomas Reiter (1. Raumflug), Wissenschaftsastronaut ( ESA/ Deutschland)

### Ersatzmannschaft
- Gennadi Michailowitsch Manakow, Kommandant
- Pawel Wladimirowitsch Winogradow, Bordingenieur
- Christer Fuglesang, Wissenschaftsastronaut ( ESA/ Schweden)

## Missionsüberblick
Der deutsche Raumfahrer Thomas Reiter flog mit Sojus TM-22 zur mehrmonatigen Mission „Euromir 95“. Er nahm an Außenbordtätigkeiten teil und war damit der erste Deutsche im freien Weltraum. Wegen fehlender Finanzierung verschoben sich die Folgemissionen um zwei Monate. Der dadurch verlängerte Aufenthalt an Bord der Mir dauerte 177 Tage. Reiter stellte damit einen Langzeitrekord für einen nichtrussischen Raumfahrer auf.